# フランツ・ミクロシッチ

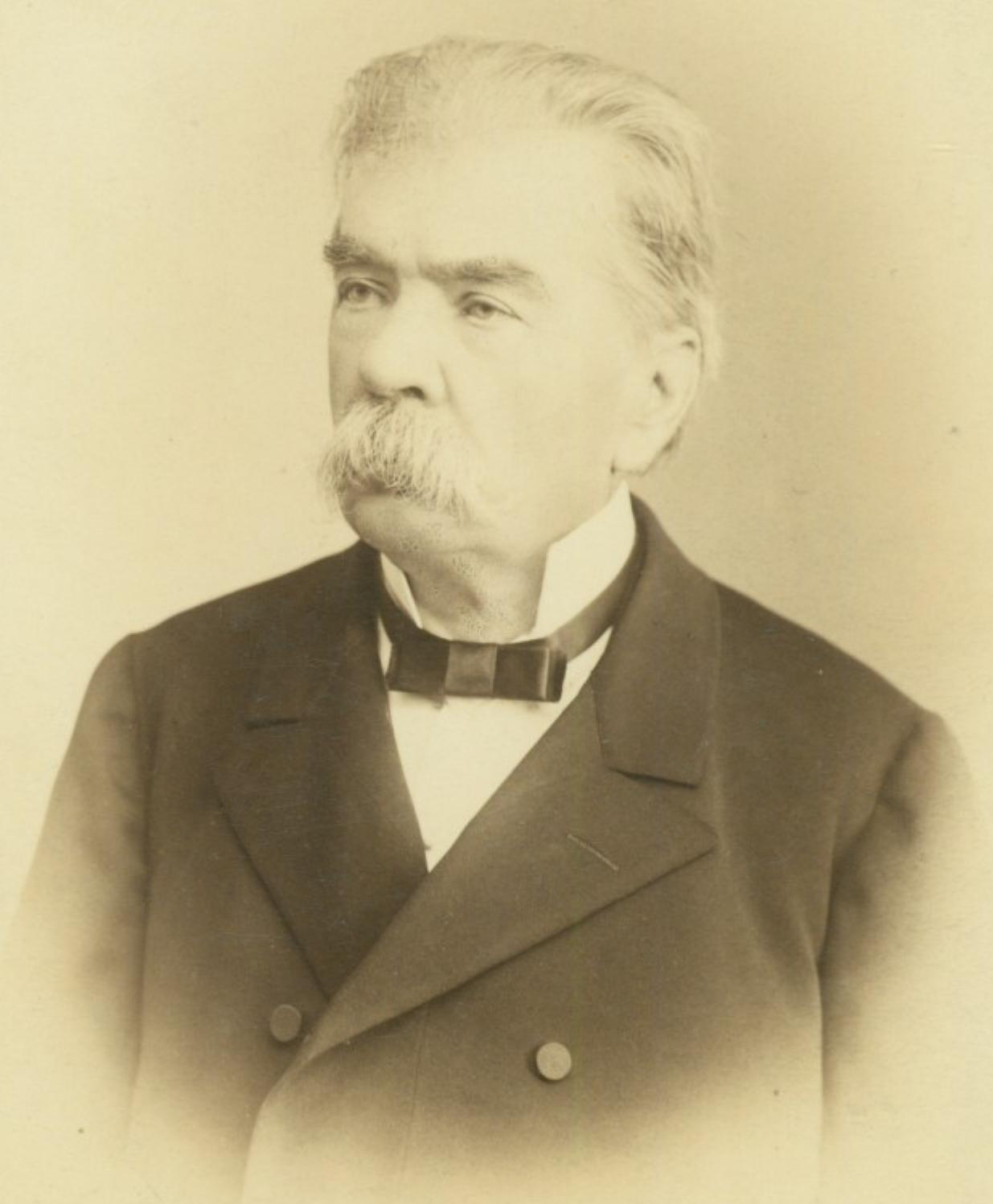
フランツ・ミクロシッチ

フランツ・ミクロシッチ（スロベニア語: Franc (Franco, Fran) vitez pl. Miklošič, ドイツ語: Franz Xaver Ritter von Miklošić (Mikloschich), 1813年11月29日 - 1891年3月7日）は、スロヴェニア出身のオーストリアの言語学者。1850年から1886年までウィーン大学教授を務めた。
独自の体系を持つ、近代スラヴ語学を創始し、ルーマニア語、アルバニア語、ロマーニー語の研究も行った。ロマーニー語については資料を集大成し、本格的な研究の基礎を築いた。

## 生涯
シュタイアーマルク公国下シュタイアーマルクのルッテンベルク（Pichelberg bei Luttenberg, 現スロヴェニア、リュトメル Radomerščak, Ljutomer）に生まれる。故郷の小学校とヴァラジディン（Varaždin： 現クロアチア）とマリボルのギムナジウムを卒業した後、1838年にグラーツ大学（現オーストリア）で文学の博士号を取得した。そこで少しの間、法学を教える傍ら研究を行い、1840年にウィーン大学で法学の博士号を取得した。
1844年にウィーン宮廷図書館に職を得たため、法学の研究はせず、スラヴ語研究に身を捧げた。同年、フランツ・ボップの比較文法に批判的な評価を行った。この比較文法は、後にスラヴ学に革新をもたらす意義深い研究の先駆けとなっている。
スロヴェニアの言語学者イェルネイ・コピタルの死後、ミクロシッチはスラヴ語、ルーマニア語およびギリシア語の検閲官となった。1846年にはフランツェ・プレシェーレンの「祝杯」の第3と第4詩節の検閲を行った。
1848年の革命時にはスロヴェニア・ドナウ共同体委員長となり、統一スロヴェニアの政綱を共同策定した。政綱は同年4月20日、ウィーンのスロヴェニア人がオーストリア議会上院で同胞に向かって提唱した。
1849年にウイーン大学にスラヴ学研究室が設立された。ドイツ学研究室が設立されたのは翌年のことである。ミクロシッチはそこで教授となり、3年後には文学部学長となった。1854年から1855年にはウイーン大学総長を務めている。1864年には、それまでの功績により騎士（ドイツ語:Ritter / スロヴェニア語：vitez）の称号を得た。
1886年に引退し、5年後に永眠した。

## 著書
- Lexicon linguae slovenicae veteris dialecti （1850年）(1862-65 als Lexicon Palaeuslovenico-graeco-latinum)
- Vergleichende Grammatik der slawischen Sprachen （四巻、1852年-1874年）
- Vergleichende Formenlehre der slawischen Sprachen （1856年）
- Monumenta Serbica Spectantia Historiam Serbiae, Bosniae, Ragusii （1858年）
- Etymologisches Wörterbuch der slawischen Sprachen （1886年）
- Über die Mundarten und Wanderungen der Zigeuner Europas （12巻、1872年-1880年）